# Aaron Klug

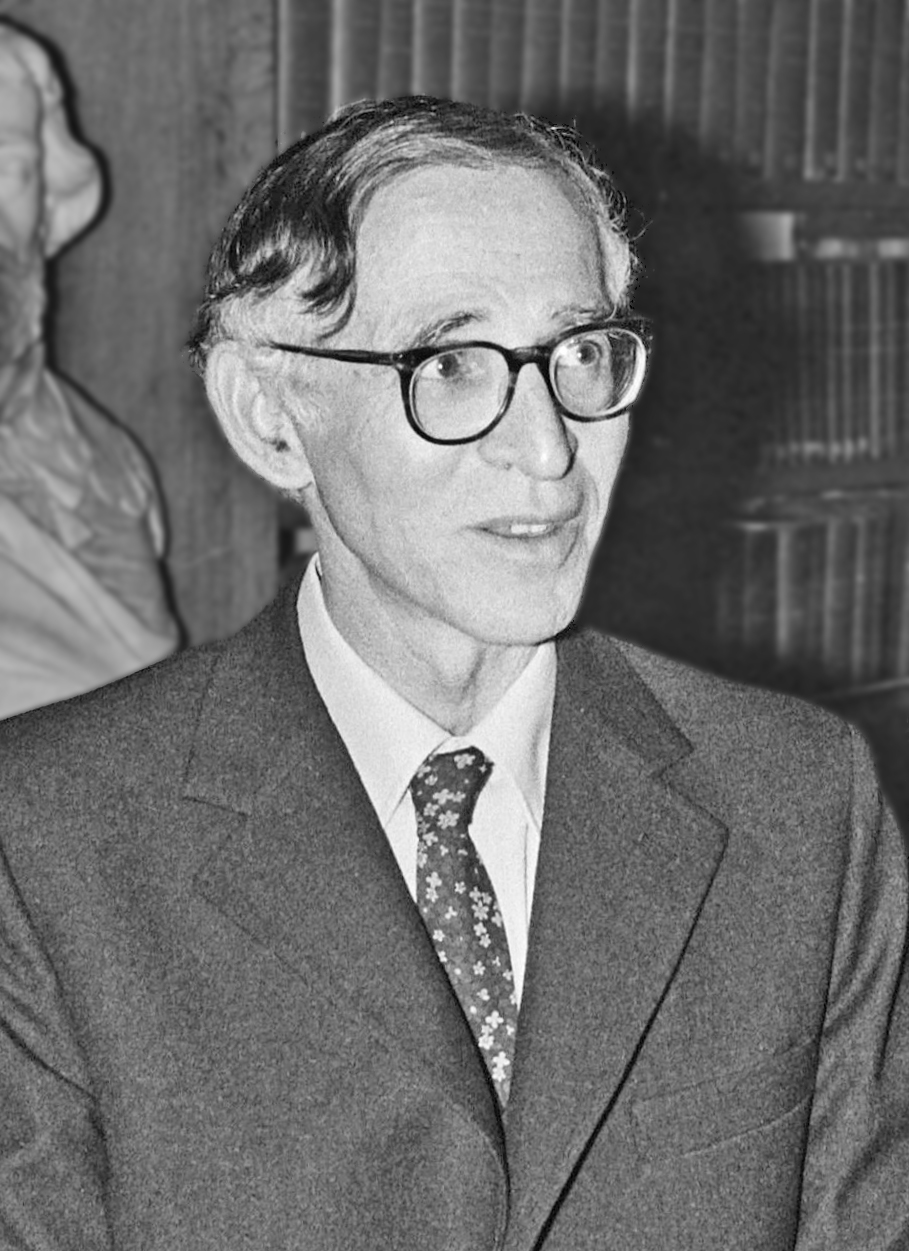
Aaron Klug, 1979

Sir Aaron Klug, OM (* 11. August 1926 in Želva, jetzt Rajongemeinde Ukmergė, Bezirk Vilnius, Litauen; † 20. November 2018 in Cambridge, Vereinigtes Königreich) war ein britischer Biochemiker, Molekularbiologe südafrikanischer Herkunft und Nobelpreisträger.

## Leben
Aaron Klug war der Sohn von Bella Silin Klug und Lazar Klug, einem litauischen Viehhändler. Sekundärquellen geben oft Johannesburg, Südafrika als Geburtsort an, doch nach seinen eigenen autobiografischen Angaben wurde Klug im litauischen Städtchen Želva geboren. Als er zwei Jahre alt war, emigrierte die Familie nach Durban in Südafrika. Hier besuchte Aaron das Gymnasium und interessierte sich früh für Naturwissenschaften, unter anderem für das Buch Mikrobenjäger von Paul de Kruif. Nach einem medizinischen Vorsemester begann Klug ein Medizin-Studium an der University of the Witwatersrand in Johannesburg. Außerdem schrieb er sich für die Gebiete Chemie, Mathematik und Physik ein. Das Grundstudium schloss er 1945 ab, wechselte dann zum Masterstudium der Physik an die Universität Kapstadt. Seine Diplomarbeit schrieb er bei Reginald James über Röntgenstrukturuntersuchungen an Kristallen.
1949 zog die Familie Klug nach England, wo der Wissenschaftler eine Anstellung im Cavendish Laboratory erhalten hatte. Seine Hoffnung auf Mitarbeit im Forschungsteam von Max Perutz und John Cowdery Kendrew erfüllte sich allerdings nicht, so dass Klug sich mit Untersuchungen über die Molekularstruktur von Stahl befasste und zu dieser Thematik seine Doktorarbeit schrieb. 1953 gelang ihm der Wechsel an das Birkbeck College in London, wo er mit der Biochemikerin Rosalind Franklin in der Arbeitsgruppe von John Bernal zusammenarbeitete. Franklin gilt als Mitentdeckerin der Doppelhelix-Struktur der DNA. In diesem College konnte Klug in jahrelanger Forschungsarbeit die Struktur von Viren mittels Röntgenstrahlen untersuchen, insbesondere war ihm die Aufklärung der Tabakmosaikvirus-Struktur gelungen. Nach dem Tod von Rosalind Franklin, die ihr Vermögen zur künftigen Finanzierung ihrer gemeinsamen Forschung an Aaron Klug vererbte, konnte Klug zusammen mit Kenneth Holmes die Forschungen über Virenstrukturen fortsetzen und schließlich das neue Teilgebiet der kristallografischen Elektronenmikroskopie ausarbeiten. Als der Britische Medizin-Forschungsrat in Cambridge ein neues Labor für Molekularbiologie eingerichtet hatte, wechselte Klug an diese Forschungseinrichtung. 1986 wurde Klug, der inzwischen weltweit als Experte auf dem Gebiet der Röntgenstrukturuntersuchungen von Viren galt, zum Direktor dieses Labors berufen.
Aaron Klug war seit 1948 verheiratet mit Liebe Bobrow, einer Choreographin. Die beiden haben zwei Söhne, Adam (* 1954) und David (* 1963).
Klug war Professor für Molekularbiologie des Institute for Medical Research an der Universität Cambridge.

## Auszeichnungen
Klug erhielt 1982 den Nobelpreis für Chemie für die Entwicklung der kristallographischen Elektronenmikroskopie und die Untersuchung der Struktur biologisch wichtiger Nukleinsäure-Protein-Komplexe. In seiner Nobelpreisrede erinnerte er an die früh verstorbene Röntgenkristallographin Rosalind Franklin, deren wissenschaftlicher Mitarbeiter er war und die mit ihren Röntgenbeugungsdiagrammen die Grundlage seiner Arbeit gelegt und wesentlich zur Entschlüsselung der DNA beigetragen hatte.
Die britische Krone erhob ihn für seine Leistungen 1988 zum Knight Bachelor und verlieh ihm 1995 den Order of Merit.
1969 wurde Klug in die American Academy of Arts and Sciences gewählt. 1973 erhielt er die Leeuwenhoek-Medaille der Royal Society. Die Niederländische Akademie der Künste und Wissenschaften ehrte ihn 1979 mit dem H.P.-Heineken-Preis für Biochemie und Biophysik und die Columbia University 1981 mit dem Louisa-Gross-Horwitz-Preis. 1984 wurde er zum auswärtigen Mitglied (Foreign Associate) der National Academy of Sciences gewählt. Seit 1990 war er ordentliches Mitglied der Academia Europaea und seit 1996 der American Philosophical Society.